# Адамский, Веслав

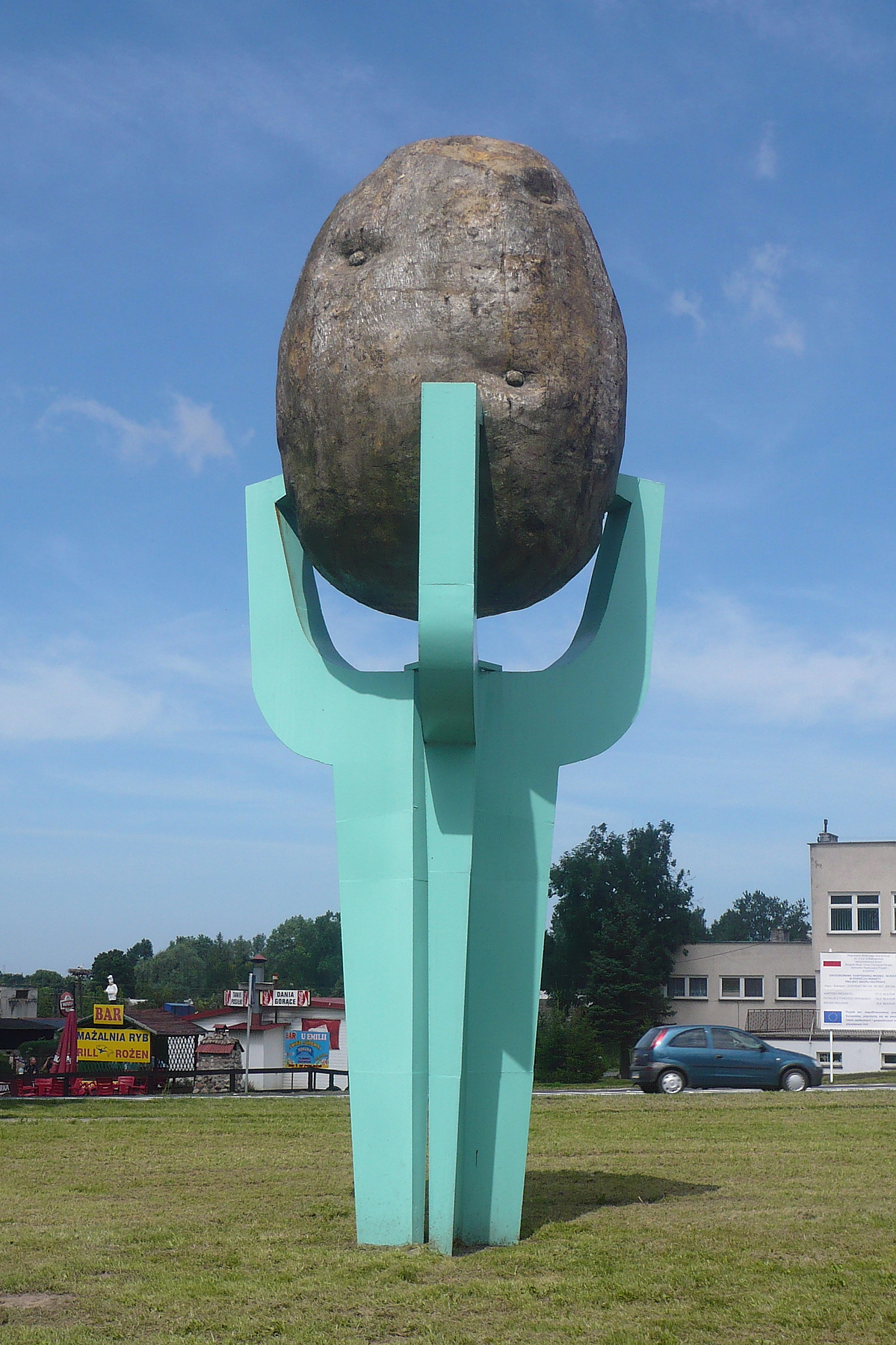
Памятник картофелю

Веслав Адамский (пол. Wiesław Adamski; 26 июля 1947, с. Вежхово, Члухувский повят, ПНР (ныне гмины Щецинек, Щецинецкий повят, Западно-Поморское воеводство) — 10 февраля 2017, Валецкий повет, Западно-Поморское воеводство, Польша) — польский скульптор.

## Биография
Окончил Щецинский государственный лицей скульптуры и пластики, затем продолжил учебу на факультете скульптуры и резьбы Познанского Университета искусств. Жил в городе Щецинек.

## Творчество

Герб гмины Бесекеже

Автор ряда скульптур, занимался медальерством, портретной скульптурой, художественной ковкой.
Скульптор создал несколько монументальных памятников, в частности, Ю. Пилсудскому в Щецинеке, и картофелю (высота — 3,95, с постаментом — 9 м) в Бесекеже близ Кошалина, изображение которого стало гербом гмины.
Является автором сатирической скульптуры «Гражданин Влапко», изображающей коррумпированного чиновника.
Предпочитал работать с использованием природных материалов, таких как металл, гранит, бронза, дерево и мрамор.
Работы Веслава Адамского экспонировались не только в Польше, но также в Хельсинки, Берлине, Мадриде, Вашингтоне, Париже, на Украине — в Полтаве.
Произведения польского скульптора находятся в галерее Эразма в Роттердаме, художественной галереи в Равенне, а также в Национальном музее в Варшаве.